# Astragalus aegacanthoides
Astragalus aegacanthoides är en ärtväxtart som beskrevs av Richard Neville Parker. Astragalus aegacanthoides ingår i släktet vedlar, och familjen ärtväxter. Inga underarter finns listade i Catalogue of Life.